# Wiceurzędnicy
Wiceurzędnicy – urzędnicy ziemscy w dawnej Polsce. 
Urzędnicy ziemscy często mianowali (i odwoływali) swoich pomocników (zastępców). Byli to między innymi: podwojewodzi, wicepodkomorzy (komornik graniczny), wicesędzia, wicepodsędek, podpisek. Takich wiceurzędników zwano w XIV–XV wieku żupcami lub komornikami (w Małopolsce). Wobec opozycji szlachty zanikli u schyłku XV w., z wyjątkiem podwojewodziego (utrzymał się jako sędzia żydowski), oraz komornika granicznego, jako zastępcy podkomorzego i członka sądu podkomorskiego. 